# Церква святого священномученика Йосафата (Погрібці)
Церква святого священномученика Йосафата в Погрібцях — парафія і храм греко-католицької громади Озернянського деканату Тернопільсько-Зборівської архієпархії Української греко-католицької церкви в селі Погрібці Тернопільського району Тернопільської области.

## Історія церкви
Парафія була заснована у 1991 році в приналежності до УГКЦ, а храм збудували у 1993 році. Того ж року єпископ Михаїл Сабрига здійснив візитацію парафії та освятив храм.
При церкві діють: Марійська та Вівтарна дружини, а також спільнота «Матері в молитві».
У селі встановлено фігури та хрести парафіяльного значення, біля яких проводяться молебні.
У 2012 році на парафії відбулося одне хрещення, один шлюб та двадцять похоронів.

## Парохи
- о. Євген Кориндій (1991—1995),
- о. Микола Джеджора (1999—2003),
- о. Ігор Демчук (2003—2011),
- о. Назар Вербовський (з 2011).